# نوینکیرشن (شلسویگ-هولشتاین)
نوینکیرشن (به آلمانی: Neuenkirchen) یک شهر در آلمان است که در دیمارشن واقع شده‌است. نوینکیرشن ۱٬۰۴۲ نفر جمعیت دارد.